# 클로즈업 (1990년 영화)
《클로즈 업》(Close Up, Nema-ye Nazdik)은 이란에서 제작된 압바스 키아로스타미 감독의 1990년 범죄, 드라마 영화이다. 모흐센 마흐말바프 등이 주연으로 출연하였다.

## 출연

### 주연
- 모흐센 마흐말바프

### 조연
- 압바스 키아로스타미
- Ali Sabzian